# Poroj
Poroj (Bulgaars: Порой) is een dorp in de Bulgaarse gemeente Pomorie, oblast Boergas. Het dorp ligt hemelsbreed 28 km ten noordoosten van de provinciehoofdstad Boergas en 345 km ten oosten van Sofia.

## Bevolking
Op 31 december 2020 werden er 844 inwoners in het dorp geregistreerd door het Nationaal Statistisch Instituut van Bulgarije.
|  |

In het dorp wonen etnische Turken, Bulgaren en Roma. In 2011 identificeerden 430 van de 852 ondervraagden zichzelf als etnische “Turken” - 50,5% van alle ondervraagden. Daarnaast identificeerden 303 ondervraagden - 46,1% - zichzelf met de “Bulgaarse etniciteit” en 113 ondervraagden noemden zichzelf “Roma” - 13,3%. 
| Etnische samenstelling van de respondenten (2011) | Etnische samenstelling van de respondenten (2011) | Etnische samenstelling van de respondenten (2011) | Etnische samenstelling van de respondenten (2011) | Etnische samenstelling van de respondenten (2011) |
| ------------------------------------------------- | ------------------------------------------------- | ------------------------------------------------- | ------------------------------------------------- | ------------------------------------------------- |
|                                                   |                                                   |                                                   |                                                   |                                                   |
| Bulgaren                                          | Bulgaren                                          |                                                   | 35,6%                                             | 35,6%                                             |
| Turken                                            | Turken                                            |                                                   | 50,5%                                             | 50,5%                                             |
| Roma                                              | Roma                                              |                                                   | 13,3%                                             | 13,3%                                             |
| Anders/Onbekend                                   | Anders/Onbekend                                   |                                                   | 0,6%                                              | 0,6%                                              |